# Busch (Alsdorf)
Busch ist ein nordwestlicher Stadtteil von Alsdorf in der Städteregion Aachen. Im Süden liegt der Alsdorfer Stadtteil Zopp, im Osten die Stadtmitte mit dem Annapark und im Westen der Herzogenrather Stadtteil Merkstein.

## Geschichte
Im Frühjahr 1921 errichtet die Aachener Bergmannssiedlungsgesellschaft mbH (ABS) die ersten Wohnhäuser der Siedlung Busch auf brachem Gelände. 1955 stehen nach mehreren Bauphasen hier 845 Wohneinheiten. 1926 wird die katholische Volksschule eröffnet, später auch eine evangelische. 
Am 6. November 1927 erfolgt die Grundsteinlegung der Christus-König-Kirche und am 21. Oktober 1928 ihre Weihe. 1957 bis 1959 wird sie erweitert. Die Christus-König-Schützenbruderschaft wird 1932 gegründet. Seit 1. April 1952 ist Christ-König Pfarre. 1954 wurde das Jugendheim fertiggestellt, später auch ein Kindergarten und ein Altenheim.
Seit dem 20. September 1948 unterhalten Franziskanerinnen in Busch eine Niederlassung.
Die evangelische Immanuelkirche wurde am 18. Dezember 1960 eingeweiht.

## Verkehr

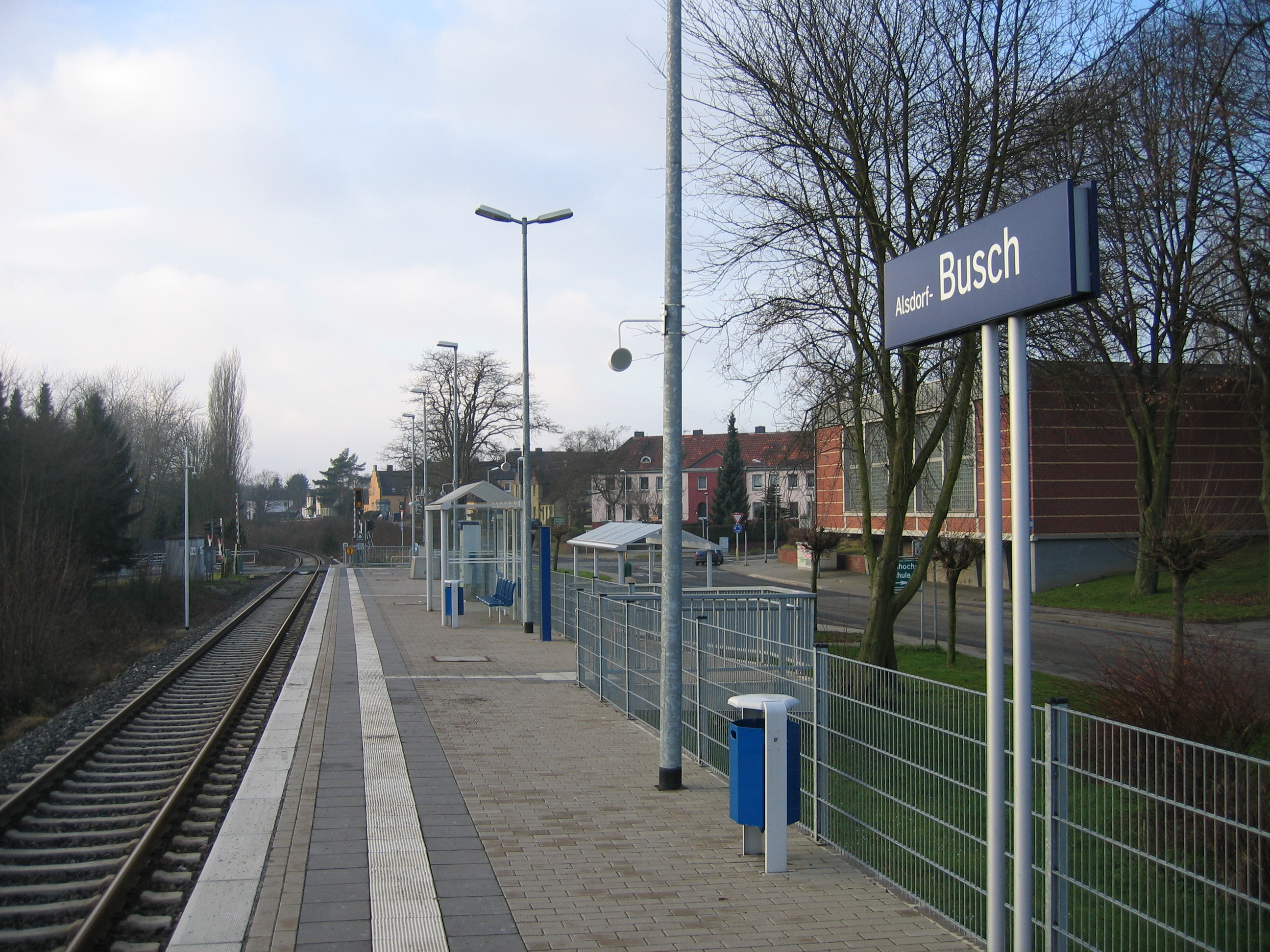
Bahnhaltepunkt Alsdorf-Busch

Nördlich von Busch verlief die B 221 die zur L 164 herabgestuft wurde.
Die nächsten Autobahnanschlussstellen sind „Alsdorf“ und „Broichweiden“ auf der A 44. Die nächste Euregiobahnhaltestelle ist seit Dezember 2005 „Alsdorf-Busch“. Die nächsten Fernverkehrsbahnhöfe sind „Herzogenrath“ an der Strecke Aachen–Geilenkirchen–Mönchengladbach und „Eschweiler Hbf“ an der Strecke Aachen–Düren–Köln.
| Linie | Linienverlauf | Takt                                                                         |
| ----- | --- | ---------------------------------------------------------------------------- |
| RB 20 | Euregiobahn: Stolberg (Rheinl) Hbf – Eschweiler-St. Jöris – Alsdorf-Poststraße – Alsdorf-Mariadorf – Alsdorf-Kellersberg – Alsdorf-Annapark – Alsdorf-Busch – Herzogenrath August-Schmidt-Platz – Herzogenrath-Alt-Merkstein – Herzogenrath – Kohlscheid – Aachen West – Aachen Schanz – Aachen Hbf – Aachen-Rothe Erde – Eilendorf – Stolberg (Rheinl) Hbf hier Flügelung; Zugteil 1: – Eschweiler-West – Eschweiler Talbahnhof/Raiffeisenplatz – Eschweiler-Nothberg – Eschweiler-Weisweiler – Langerwehe – Düren; Zugteil 2: – Stolberg (Rheinl) Hbf (Gleis 27) – Stolberg-Schneidmühle – Stolberg Mühlener Bahnhof – Stolberg-Rathaus – Stolberg-Altstadt (aufgrund von Hochwasserschäden fahren die Züge nur bis Stolberg Rathaus. Schienenersatzverkehr findet weiterhin zwischen Stolberg Hbf und Eschweiler Talbahnhof statt) Stand: 30. April 2023 | 60 min (Stolberg Hbf–St. Jöris–AL-Annapark) 30 min 60 min (Langerwehe–Düren) |

Die AVV-Buslinien 69 und AL2 der ASEAG verbinden Busch mit Alsdorf Mitte und Herzogenrath.
| Linie | Verlauf                                                                                  |
| ----- | ---------------------------------------------------------------------------------------- |
| 69    | Alsdorf-Annapark – (Busch –) Zopp – Noppenberg – Nordstern – Bierstraß – Herzogenrath Bf |
| AL2   | Alsdorf-Annapark – Busch Bf                                                              |